# Gymnázium Chodovická
Gymnázium Chodovická je osmiletá veřejná škola se sídlem v Praze-Horních Počernicích s detašovaným pracovištěm na Černém Mostě. Škola byla založena v roce 1993 jako Gymnázium Univerzity Karlovy. Zřizovatelem je hlavní město Praha.

## Ředitelé školy
- 1993–2017 PhDr. Jan Podešva
- 2017– Mgr. Zuzana Suchomelová